# Демидовка (Тростянецкий район)
Демидовка (укр. Демидівка) — село на Украине, находится в Тростянецком районе Винницкой области.
Код КОАТУУ — 0524181701. Население по переписи 2001 года составляет 844 человека. Почтовый индекс — 24343. Телефонный код — 4343.
Занимает площадь 1,4 км².
В селе родился Герой Советского Союза Иван Могильчак.

## Адрес местного совета
24343, Винницкая область, Тростянецкий р-н, с. Демидовка, ул. Могильчака, 1